# 昂贝尔奶酪
昂贝尔奶酪（法語：Fourme d'Ambert，法語發音：[fuʁm dɑ̃bɛʁ]）產自法国中部奥弗涅的昂贝尔。昂贝尔奶酪呈深圓柱狀，高達20厘米，直徑約10厘米，外殼比較粗糙，為灰褐色，芝士肉為象牙白色，上面有很多的藍色班紋。